# 地狱之书
《地狱之书》是古埃及的一本喪葬文獻，写于新王国时期。 他描述了一个新死亡的灵魂进入下一个世界的过程，对应于夜间太阳经过地底的旅程。灵魂在旅程的不同阶段需要经过一系列的“门”。每道门都与一个女神关联，并且需要死者辨认出该神祇的特征。这意味着一些人将会毫发无伤地通过考验，但是另一些人将会在一个火焰湖中饱受痛苦。

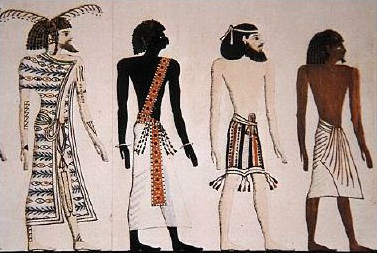
埃及人認識世界上的四个民族：叙利亚人、努比亚人、古利比亚人和埃及人。這是一幅根據塞提一世墓中壁画所畫的圖畫。

今日《地狱之书》最著名的部分提到了埃及人知道的不同人类种族，把他们分成四大类，我们现在称之为“埃及人”、“闪米特人”（或“亚洲人”）、“古利比亚人”和“努比亚人”。在进入下个世界的队列中描述了这些分类。 
与《地狱之书》相关的文字和图片出现于新王国时期的很多墓穴中，包括所有哈倫海姆和拉美西斯七世之间的所有法老的墓穴。这些也出现在森尼杰姆的墓穴中，他是戴爾美迪納村庄的一名工人，该村庄居住着在新王国时期建造法老墓穴的艺术家和工匠们。
在《地狱之书》中列出的女神们都有各自不同的头衔，身着不同颜色的服装，但是在别的方面都是一样的，在头上戴着一个五角星。大部分的女神都是《地狱之书》中独有的，在埃及神话的别处都没有出现过，因此有人猜测《地狱之书》最早仅仅是一套用来在夜间计时的系统，每道门的女神都是该时段出现的主要星星的代表。
各女神的头衔分別如下： 

## 參看
- 《死者之書》

## 外部連結
- Sacred texts - Gate（页面存档备份，存于）